# Tiina Rinne
Tiina Maarita Rinne-Reitala, född 24 maj 1929 i Åbo, död 27 januari 2021 i Helsingfors, var en finländsk skådespelare.
Rinne studerade 1947–1950 vid Finska teaterskolan och var anställd vid Åbo stadsteater 1955–1961, vid Helsingfors stadsteater 1965–1977 och vid Finlands nationalteater 1977–1994. Hon är en mångsidig skådespelare som har fått göra många av teaterdramatikens mest eftertraktade roller, till exempel William Shakespeares Viola, Hella Wuolijokis Juurakon Hulda och Maria Jotunis Hilda. Dessutom har hon spelat bland annat Margret i Katt på hett plåttak, Martha i Vem är rädd för Virginia Woolf? och fru de Montreuil i Markisinnan de Sade. Hon har medverkat i filmer och tv- serier (bland annat Kotikatu), redigerat sin fars, Jalmari Rinnes, memoarer och skrivit egna memoarer med namnet Tanssivan tähden alla (2003). Hon har varit aktiv i bland annat Finlands skådespelarförbunds styrelse 1983–1992, i Teatermuseets styrelse 1986–1995 och i styrelsen för skådespelarnas pensionärshemsstiftelse sedan 2000.